# 中華民國陸軍化生放核訓練中心
陸軍化生放核訓練中心，簡稱化訓中心，屬於中華民國陸軍旗下的軍事學校，位於中華民國（臺灣）桃園市八德區。依據2013年12月11日總統令公布之《軍事教育條例》修正條文之規定，陸軍化學兵學校正式更名為「陸軍化生放核訓練中心」，得授予學位或文憑。

## 歷史沿革

### 抗戰時期
- 1933年2月8日，由李忍濤將軍成立於南京市中華門西的花露崗“秒吾律院”，時名為「軍政部化學兵隊」，對外稱“軍政部學兵隊”，由國民政府軍政部兵工署領導。第一期60名學員，第二期200名學員，1934年第三期800名學員。中國抗日戰爭（八年抗戰）前共招收了四期。
- 1933年10月，在南京籌建應用化學研究所，由軍政部兵工署領導，1934年10月建成。1936年春，在河南鞏縣籌建第23化學兵工廠。
- 1937年7月7日，八年抗戰起，屢遷湖南省桃源縣、四川省納谿縣。
- 1937年8月21日，軍政部成立（化）學兵管理處。1938年9月更名為軍政部防毒處，在戰區成立防毒分處，在集團軍設防毒科，在軍設防毒課，在師設防毒組，在團設防毒軍官，在營設防毒軍士。
- 1938年7月，化學兵幹部訓練班、防毒軍官訓練班均歸屬中央軍校特科，至1945年共培養3,000餘人。1939年1月-1939年5月中旬，根據國共合作有關規定，在瀘溪的“防毒軍官訓練班”為中國共產黨所屬師級部隊（八路軍總部、一一五師、一二○師、一二九師、新四軍、延安留守兵團）各培養1名防毒骨幹軍官。[4]
- 1938年底，學兵隊擴建為學兵總隊。
- 1939年3月，擴編為2個化學迫擊炮團。
- 1945年9月9日，復員南京市。

### 戡亂時期
- 1946年9月9日，防毒处改为化学兵司。
- 1947年，学兵总队撤销，迫击炮兵第11、13、14、15团改隶陆军。「化學兵幹部訓練班」改隸屬聯勤總部兵工学校。后改称化学兵组。
- 1949年12月17日，播遷來臺，進駐花蓮縣。
- 1955年，成立「陸軍化學兵幹部訓練班」。
- 1958年，正式改制為「陸軍化學兵學校」。
- 1962年5月，從花蓮縣遷駐臺灣省桃園縣八德鄉（今桃園市八德區）現址。
- 1970年9月1日，擴編為「陸軍化學兵訓練指揮部暨學校」。
- 1979年7月1日，在陸軍總司令郝柏村上將主導「崑崙案」後，再恢復為「陸軍化學兵學校」。
- 1987年，復核定「陸軍化學兵實驗所」改隸陸軍化學兵學校。校长杨烈少将91岁山东人现已逝
- 1994年1月1日，改隸陸軍總司令部化學兵署，裁撤訓考組，員額移編化訓中心。
- 1994年9月1日，奉國防部令核定，更名為「國軍核生化防護學校」。

### 精實時期
- 1997年3月1日，奉令回隸陸軍總司令部化學兵署，仍名「陸軍化學兵學校」。

### 精粹時期
- 2013年12月13日，在陸軍司令李翔宙上將主導下達成國防部精粹案目標，縮編「陸軍化學兵訓練中心」。
- 2014年4月1日，更名改銜「陸軍化生放核訓練中心」[2][3]，隸屬陸軍教育訓練暨準則發展指揮部。

## 校歌
作詞：楊林雙  作曲：林慶培

江水洶湧，花崗習武，這是科學的隊伍

學術需精研，理化要精通，走在核生化的先鋒

火海煙雲，支援作戰，協助三軍

要合作，講效果，化學兵，建殊功

誠實陽剛，樂觀奮鬥

發揚吾校精神，發揚吾校精神

## 引用
1. ↑  .   [2021-02-21]. （原始内容存档于2021-05-19）.
2. 1 2  王烱華; 趙元彬（攝）. . 臺北: 臺灣蘋果日報社. 2013年10月21日  [2014年5月8日]. （原始内容存档于2017年10月5日）.
3. 1 2  張立臻; 阮正霖. . 軍事新聞通訊社 (臺北: 青年日報社). 2014-04-02. [永久]
4. ↑  .   [2018年4月13日]. （原始内容存档于2018年4月13日）.

## 外部連結
- 陸軍化生放核訓練中心